# Pterorthochaetes andamanus
Pterorthochaetes andamanus is een keversoort uit de familie Hybosoridae. De wetenschappelijke naam van de soort is voor het eerst geldig gepubliceerd in 1937 door Paulian.